# Prosopocera elongata
Prosopocera elongata är en skalbaggsart som beskrevs av Stefan von Breuning 1936. Prosopocera elongata ingår i släktet Prosopocera och familjen långhorningar.
Artens utbredningsområde är Moçambique. Inga underarter finns listade i Catalogue of Life.